# 봉담과천로
봉담과천로(峰潭果川路, 지방도 제309호선의 일부)는 경기도 과천시 문원동에서 경기도 화성시 봉담읍 수영리 사이를 잇는 고속화도로이다. 2005년까지 지방도 제312호선의 일부 구간이었으나 경기도 지방도 체계 개편으로 인해 현재는 지방도 제309호선의 일부로 편입되었다. 수원시 금곡동에서 과천시 문원동에 이르는 구간은 경기남부도로 주식회사에서 관리하고 있다.

## 역사
- 1992년 11월 20일 : 의왕 나들목- 과천 나들목 구간 개통 (의왕과천유료도로)[1]
- 1993년 7월 21일 : 의왕시 왕곡동 ~ 청계동 시계 7.4km 구간을 자동차 전용도로로 지정[2]
- 1993년 8월 19일 : 의왕시 청계동 시계 ~ 과천시 문원동 1.91km 구간을 자동차 전용도로로 지정[3]
- 1998년 12월 18일 : 의왕 나들목 - 봉담 나들목 구간 개통 (의왕고색도시고속화도로)[4]
- 1999년 2월 11일 : 화성군 봉담읍 동화리 ~ 의왕시 왕곡동 14.0km 구간을 자동차 전용도로로 지정[5]
- 2005년 3월 28일 : 기존 지방도 제312호선의 일부 구간에서 지방도 제309호선의 일부 구간으로 변경[6]
- 2013년 2월 1일 : 서수원 나들목 - 학의 분기점 구간 확장 공사 완료로 민자화 및 도로 관리권을 경기도청에서 경기남부도로 주식회사로 이관[7], 경기남부도로에서 통행료 징수 개시[8]
- 2014년 3월 3일 : 2개 이상 시·군에 걸쳐 있는 도로로 봉담과천로를 고시[9]
- 2014년 10월 1일 : 1종 ~ 3종 통행료 100원 인상[10]
- 2016년 1월 1일 : 통행료 전 차종 100원 인하[11]
- 2017년 6월 1일 : 4종 ~ 5종 통행료 100원 인상[12]
- 2018년 10월 1일 : 1종 ~ 3종 통행료 100원 인상[13]
- 2023년 9월 7일 : 전기자동차 및 수소자동차에 대한 통행료를 12월 31일까지 임시로 50% 감면[14]
- 2024년 10월 1일 : 전 차종 100원 인상[15]

## 구성
- 차로
  - 봉담 나들목 ~ 천천 나들목 : 왕복 4차로
  - 천천 나들목 ~ 의왕 나들목 : 왕복 6차로
  - 의왕 나들목 ~ 과천 나들목 : 왕복 8차로
- 제한 최고 속도
  - 전 구간 시속 90km/h
- 전구간이 자동차 전용도로로 지정되어 있다.

## 경유지
- 경기도
  - 화성시 - 수원시 - 의왕시 - 과천시

## 나들목·분기점
- 시설물
  - IC : 나들목 (Interchange)
  - JC : 분기점 (Junction)
  - TN : 터널 (Tunnel)
  - TG : 요금소 (Tollgate)
  - SA : 휴게소 (Service Area)

| 종류                                               | 이름                                               | 구간 거리                                          | 누적 거리                                          | 접속 노선                                                                            | 소재지                                             | 소재지                                                                            | 비고                                                            |
| 국도 제47호선 · 지방도 제309호선 (과천대로)와 직결 | 국도 제47호선 · 지방도 제309호선 (과천대로)와 직결 | 국도 제47호선 · 지방도 제309호선 (과천대로)와 직결 | 국도 제47호선 · 지방도 제309호선 (과천대로)와 직결 | 국도 제47호선 · 지방도 제309호선 (과천대로)와 직결                                   | 국도 제47호선 · 지방도 제309호선 (과천대로)와 직결 | 국도 제47호선 · 지방도 제309호선 (과천대로)와 직결                                | 국도 제47호선 · 지방도 제309호선 (과천대로)와 직결              |
| -------------------------------------------------- | -------------------------------------------------- | -------------------------------------------------- | -------------------------------------------------- | ------------------------------------------------------------------------------------ | -------------------------------------------------- | --------------------------------------------------------------------------------- | --------------------------------------------------------------- |
| IC                                                 | 과천                                               | -                                                  | 0.0                                                | 국도 제47호선 (과천대로) 코오롱로 구리안로 아랫배랭이로                              | 경기도                                             | 과천시                                                                            |                                                                 |
| TN                                                 | 과천터널                                           |                                                    |                                                    |                                                                                      | 경기도                                             | 과천시                                                                            | 상행1 연장 660m 상행2 연장 618m 하행1 연장 740m 하행2 연장 763m |
| TN                                                 | 과천터널                                           | 의왕시                                             |                                                    |                                                                                      | 경기도                                             |                                                                                   | 상행1 연장 660m 상행2 연장 618m 하행1 연장 740m 하행2 연장 763m |
| JC                                                 | 학의 분기점                                        | 3.9                                                | 3.9                                                | 100호선 수도권제1순환고속도로 백운로, 학의로                                         | 경기도                                             | 봉담 방향 이용시 1,2,5차로가 본선 진입로는 봉담 방면 진입만 가능                  |                                                                 |
| IC                                                 | 청계                                               | 2.0                                                | 5.9                                                | 백운로                                                                               | 경기도                                             | 과천 방면 의왕터널에서 1,2차선 이용시 진출 불가 봉담 방면 진입 불가               |                                                                 |
| TN                                                 | 의왕터널                                           |                                                    |                                                    |                                                                                      | 경기도                                             | 상행 연장 350m 하행 연장 400m                                                     |                                                                 |
| TG SA                                              | 의왕 요금소 의왕휴게소                             | 2.9                                                | 8.8                                                | 왕곡로 오전로                                                                        | 경기도                                             | 과천 방향 휴게소 이용시 요금소 별도 존재 버스 환승정류장 설치 과천 방향 진출 불가 |                                                                 |
| 1                                                  | 의왕                                               | 1.0                                                | 9.8                                                | 국도 제1호선 (경수대로)                                                              | 경기도                                             | 북수원 나들목을 이용해 영동고속도로 이용 가능                                     |                                                                 |
| 2                                                  | 신부곡                                             | 1.2                                                | 11.0                                               | 오봉로                                                                               | 경기도                                             | 부곡 나들목을 이용해 영동고속도로 이용 가능                                       |                                                                 |
| 3                                                  | 월암                                               | 3.4                                                | 14.4                                               | 덕영대로                                                                             | 경기도                                             |                                                                                   |                                                                 |
| 4                                                  | 서수원                                             | 1.5                                                | 15.9                                               | 국도 제42호선 (수인로)                                                               | 경기도                                             | 수원시                                                                            |                                                                 |
|                                                    | 금곡                                               | 1.8                                                | 17.7                                               | 17호선 평택파주고속도로                                                              | 경기도                                             | 수원시                                                                            | 과천방향 진출, 봉담방향 진입만 가능                             |
| 5                                                  | 호매실                                             | -                                                  | -                                                  | 권선로                                                                               | 경기도                                             | 수원시                                                                            |                                                                 |
| 6                                                  | 천천                                               | -                                                  | -                                                  | 비봉매송로 국가지원지방도 제84호선 (매송고색로) 국가지원지방도 제98호선 (매송고색로) | 경기도                                             | 화성시                                                                            | 매송고색로 방면은 봉담방향 진출, 과천방향 진입만 가능           |
| 7                                                  | 봉담                                               | -                                                  | -                                                  | 17호선 평택파주고속도로 삼천병마로                                                   | 경기도                                             | 화성시                                                                            |                                                                 |
| 17호선 평택파주고속도로와 직결                     |                                                    |                                                    |                                                    |                                                                                      |                                                    |                                                                                   |                                                                 |

## 의왕 요금소 버스 환승정류장
의왕 요금소에 위치한 버스 환승정류장은 2003년 11월 11일에 신설되었다. 2018년 1월 2일에는 상·하행선 정류장간 이동 동선의 단축을 목적으로 한 육교가 신설되었다. 현재 이 정류장에 정차하는 버스는 다음과 같다.
- 직행좌석버스: 1002번, 1008번, 1009번, 2007번, 3000번, 3003번, 3100번 (안산 방향 하행 차량만 경유), 3102번, G3900번, 7000번, 7001번, 7770번, 7780번, 7790번, 7800번, 8155번, 8156번, 8401번, 8409번
- 시외버스: R700번, R8147번

## 통행료
전 구간 민자도로로 건설되었기 때문에 유료도로로 운영한다.
2024년 10월 1일 기준이다.
| 구분 | 통행료 |
| ---- | ------ |
| 경차 | 500    |
| 1종  | 1,000  |
| 2종  | 1,100  |
| 3종  | 1,100  |
| 4종  | 1,300  |
| 5종  | 1,300  |

- 의왕 요금소에서 통행료 징수 시 한국도로공사의 하이패스 전용 차로를 설치하였으며 통행료를 하이패스로 지불 할 수 있다.

## 사진

### 과천 방면

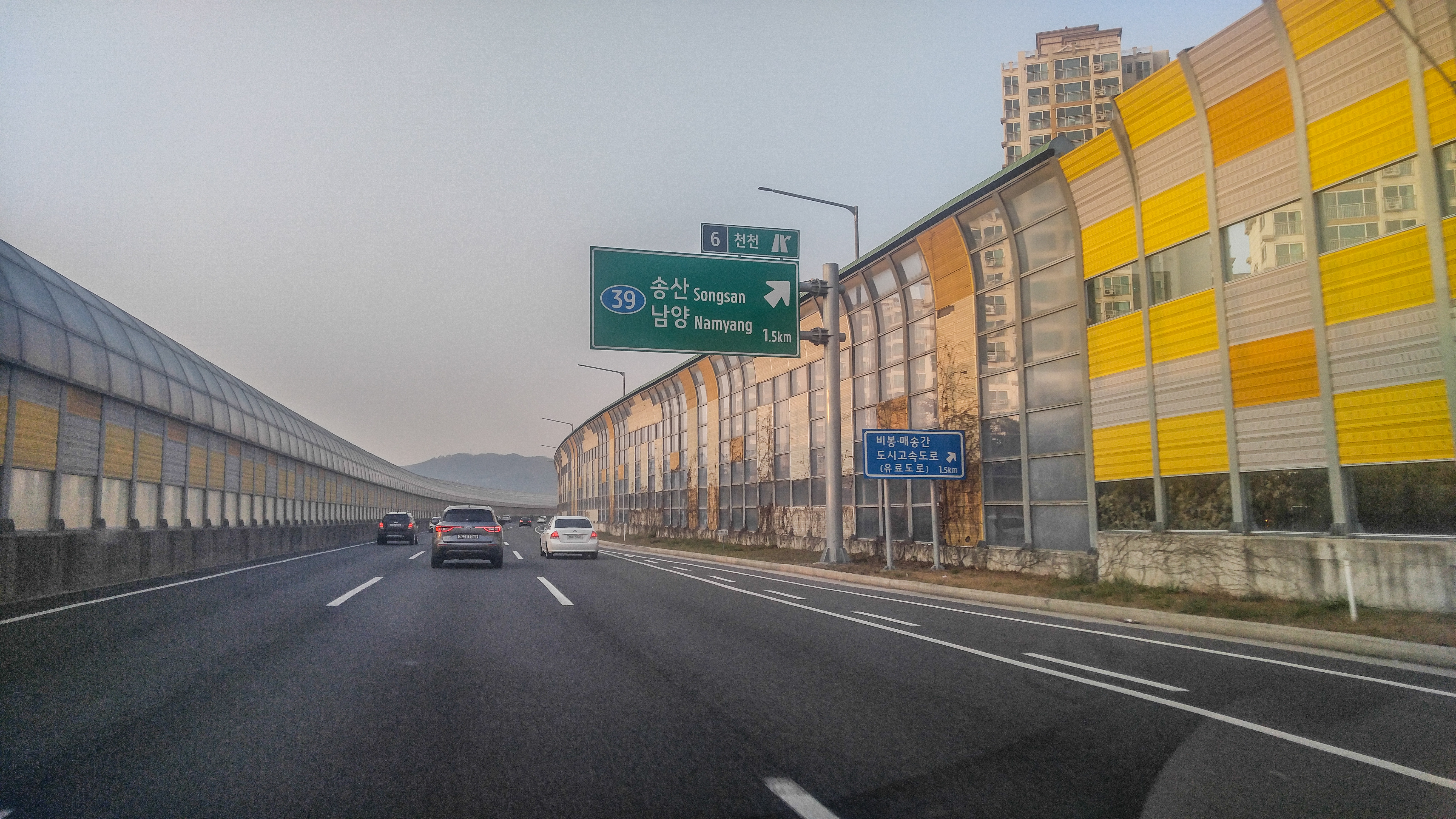
천천 나들목 1.5km 표지판
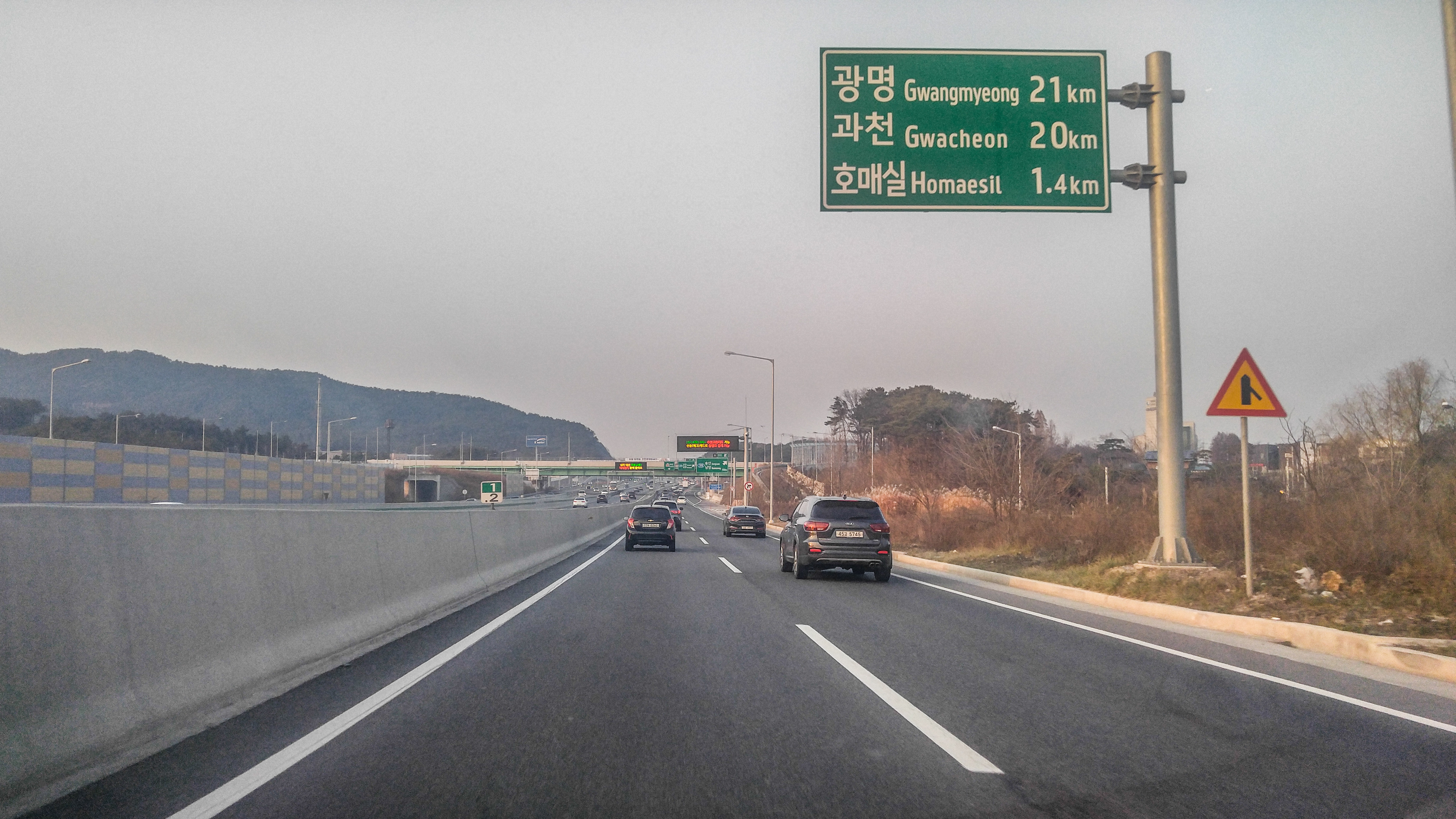
천천 나들목 인근
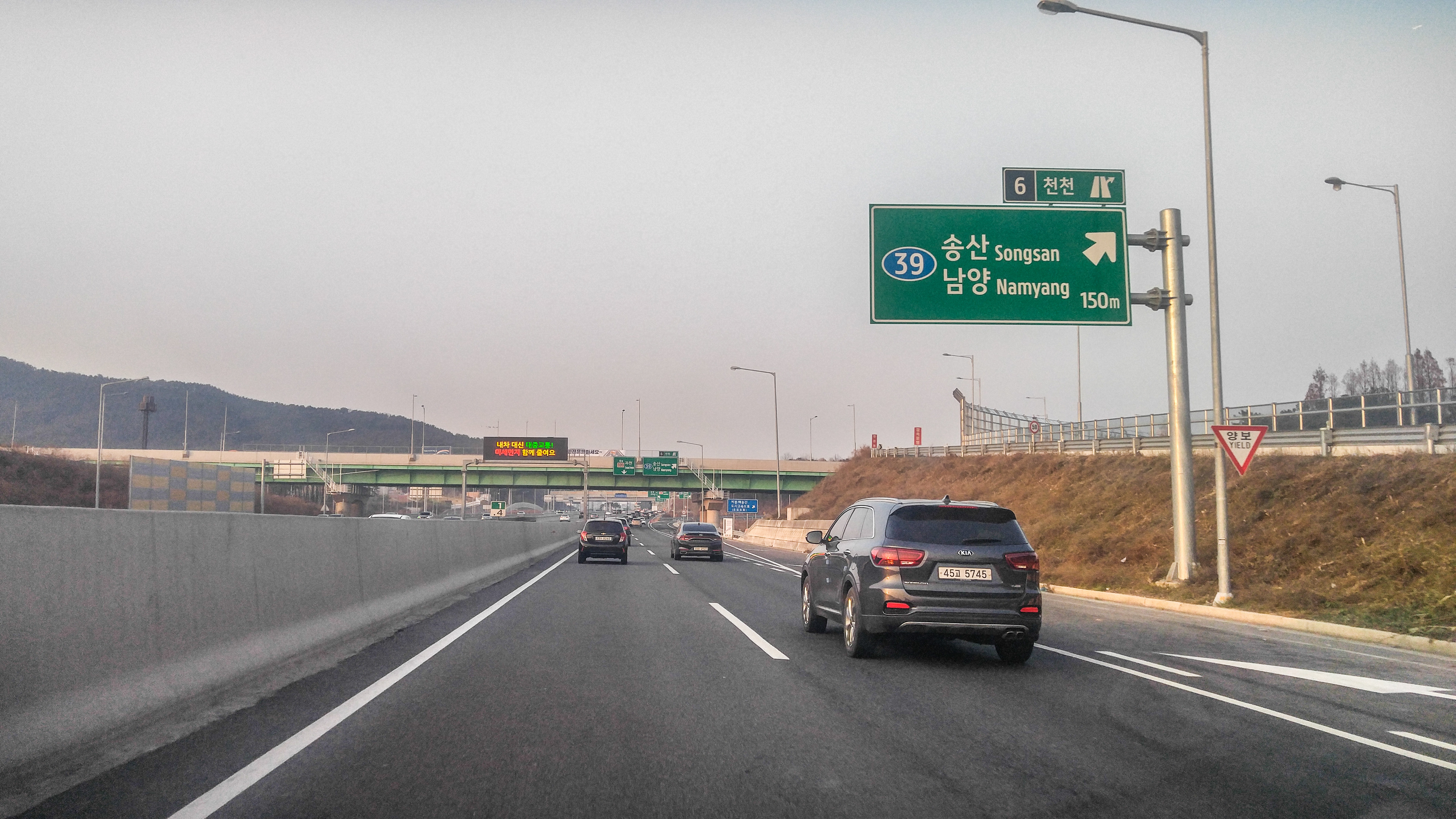
천천 나들목 150m 표지판
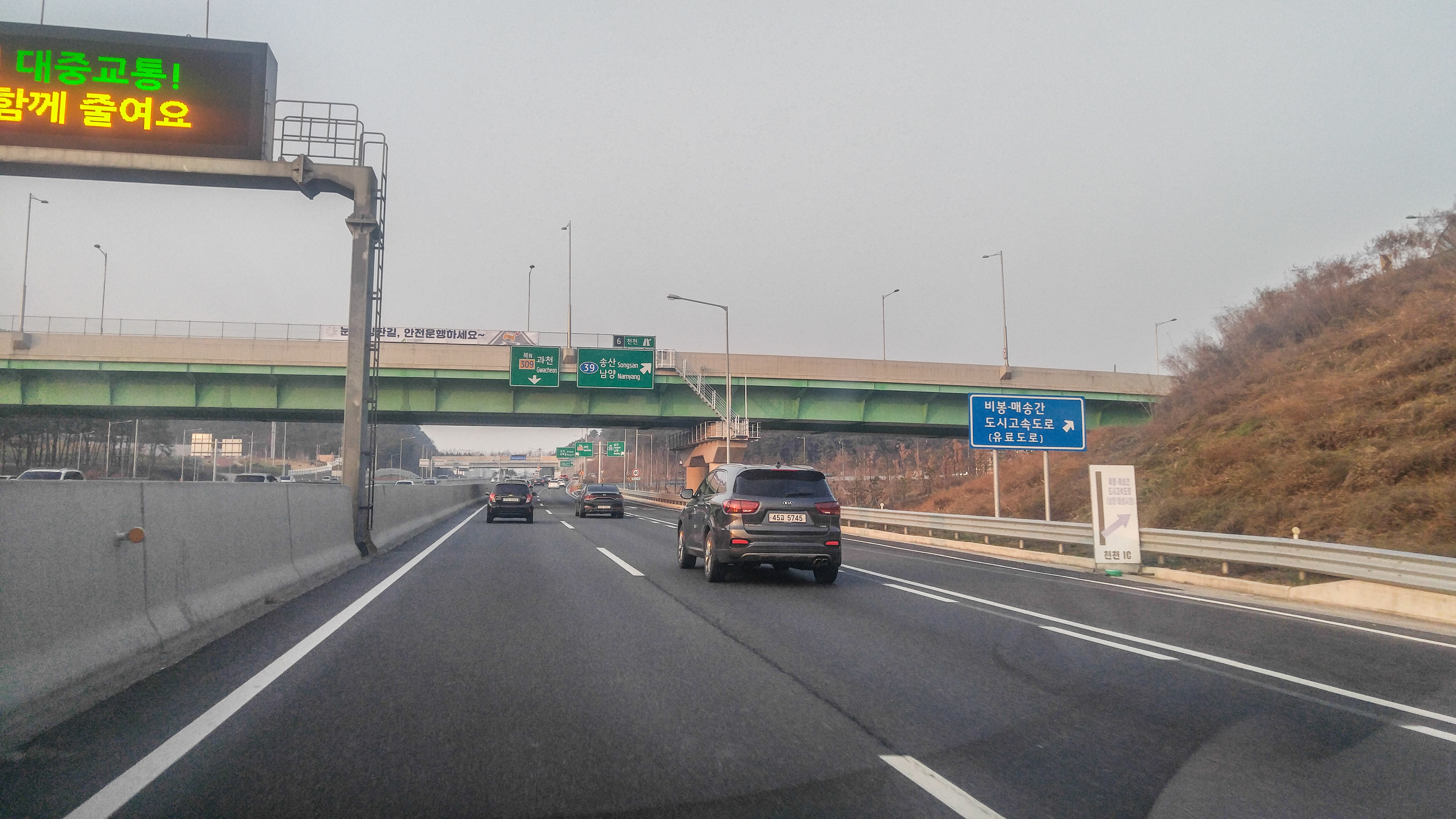
천천 나들목 표지판
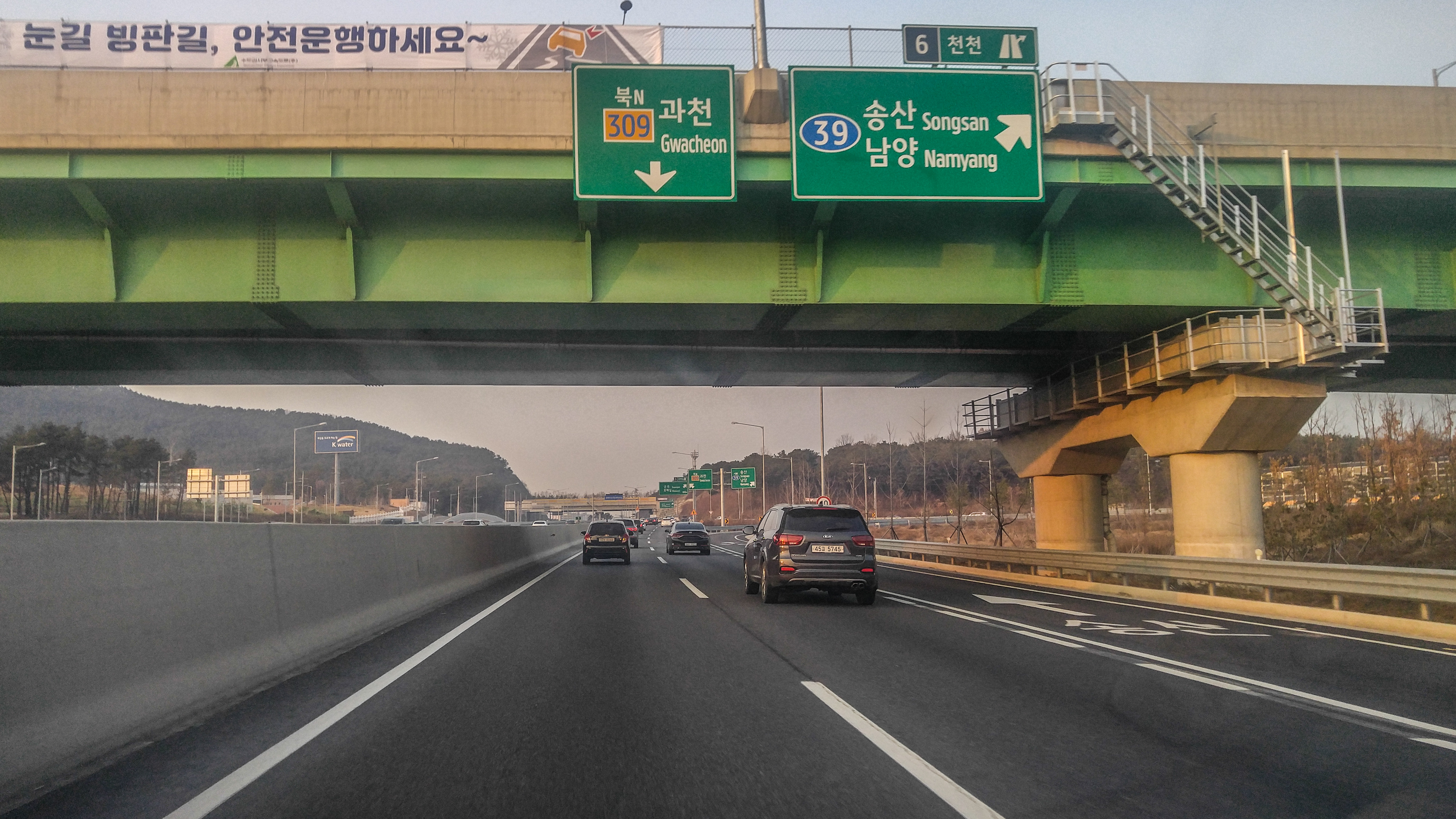
천천 나들목 표지판
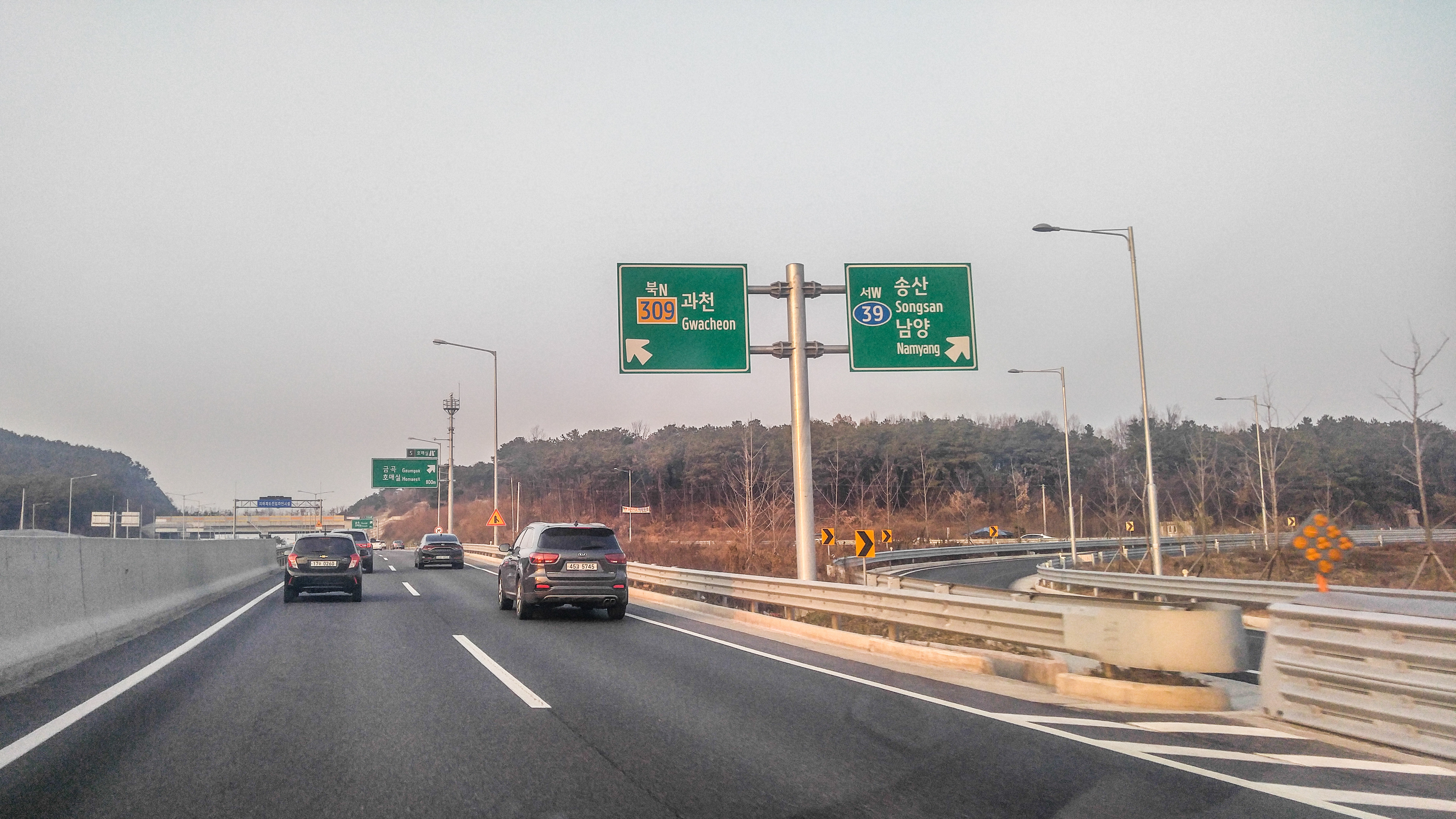
천천 나들목 분기부 표지판
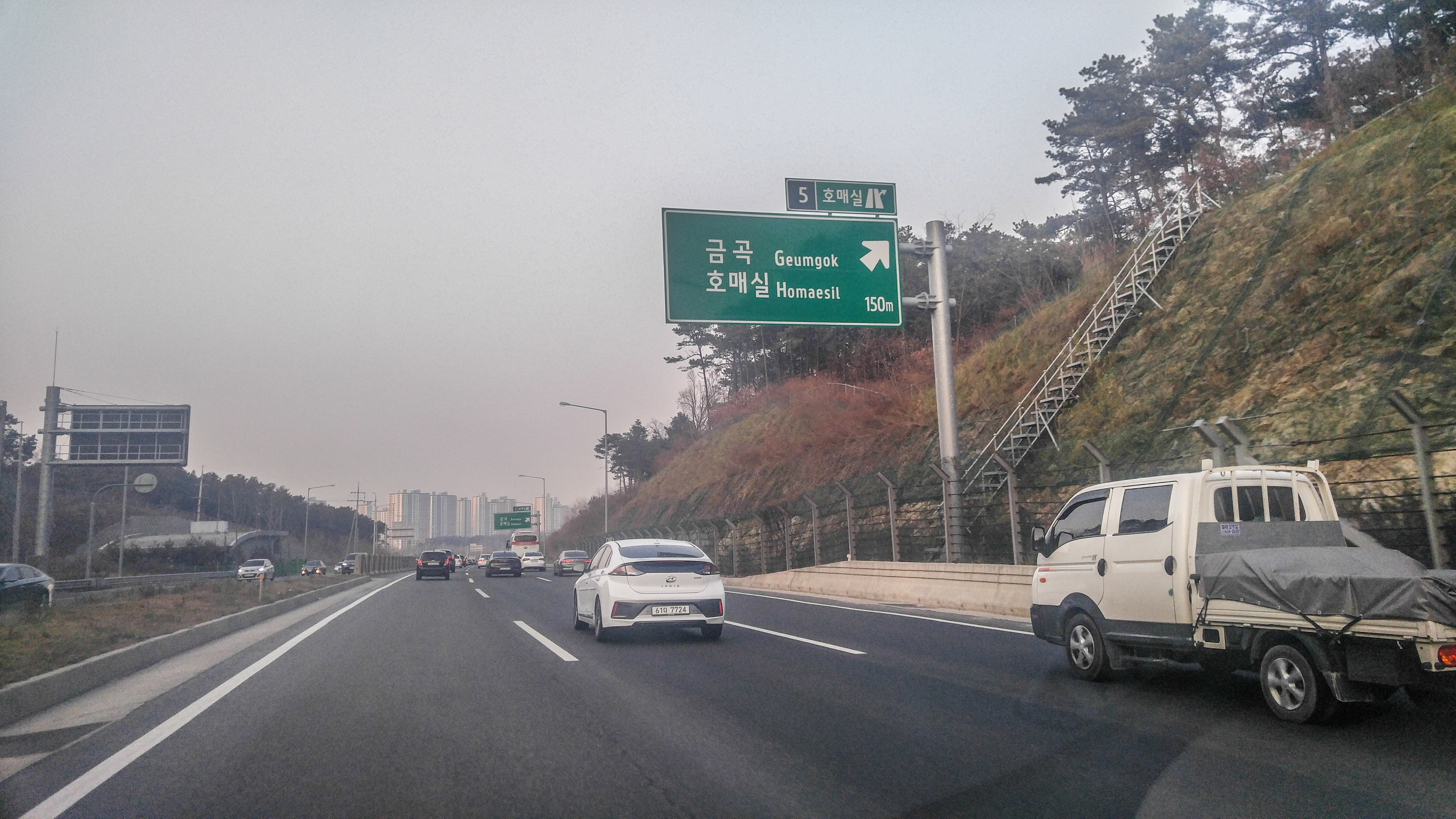
호매실 나들목 150m 표지판
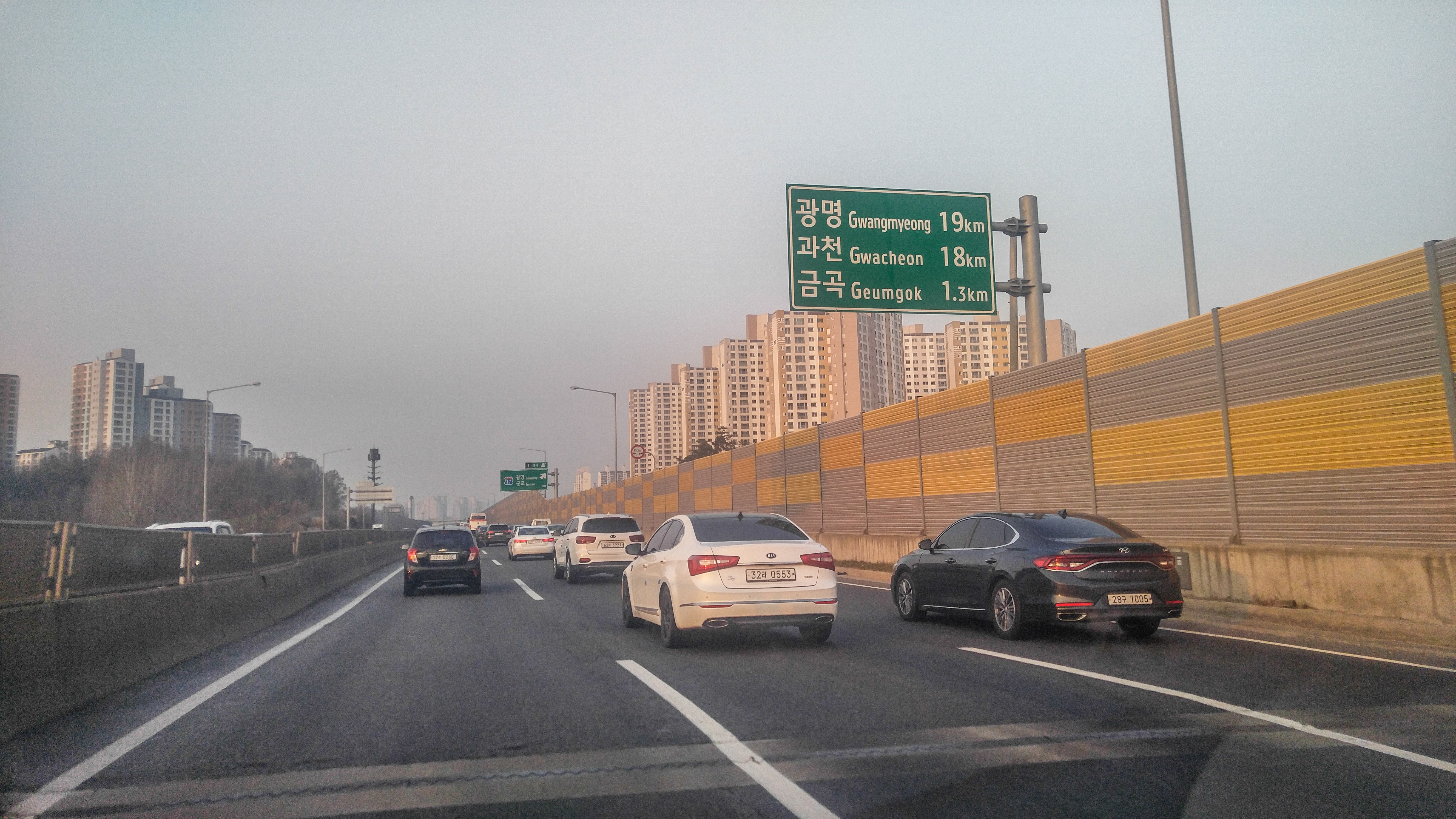
금곡 나들목 인근
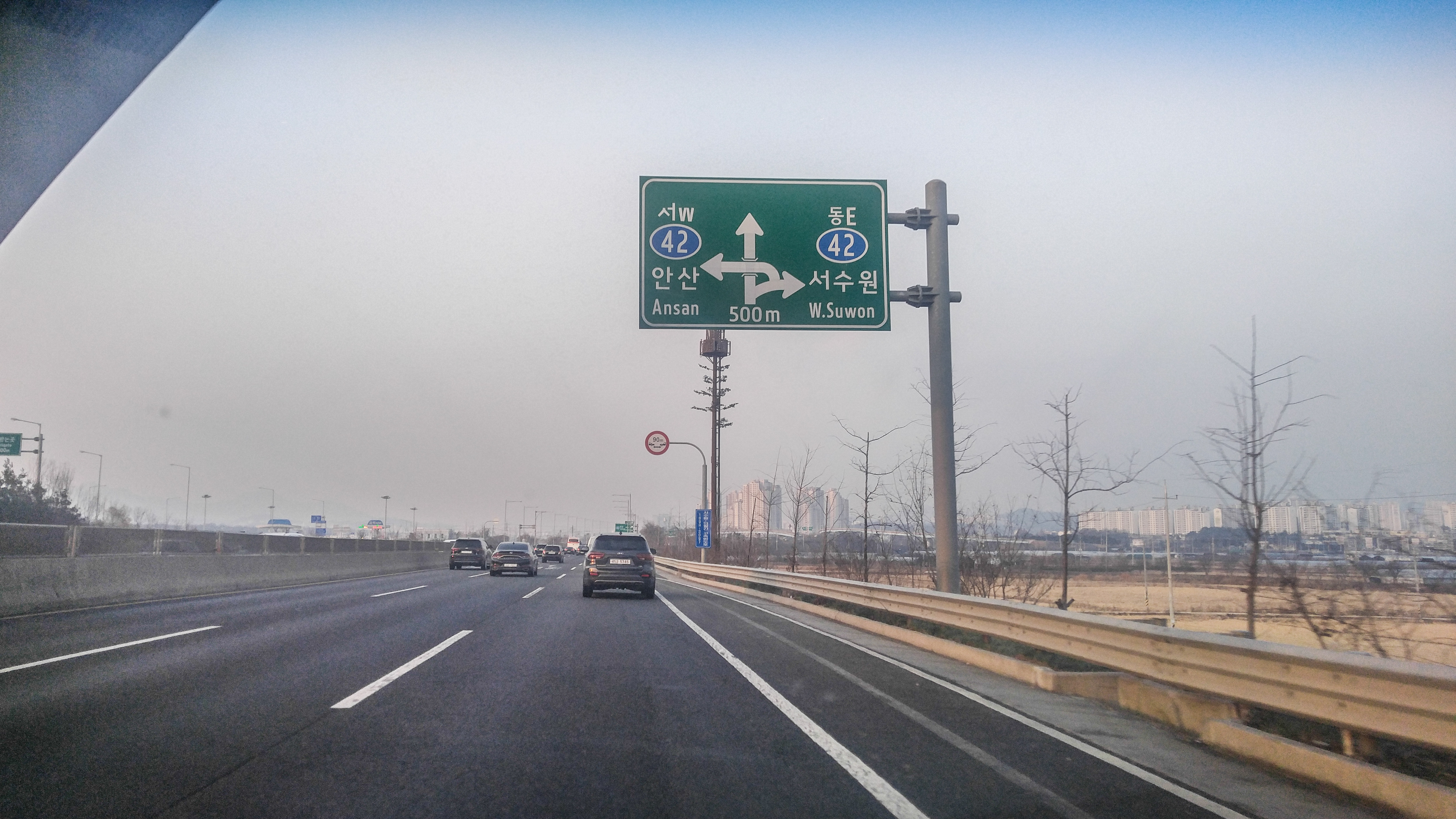
서수원 나들목 500m 표지판
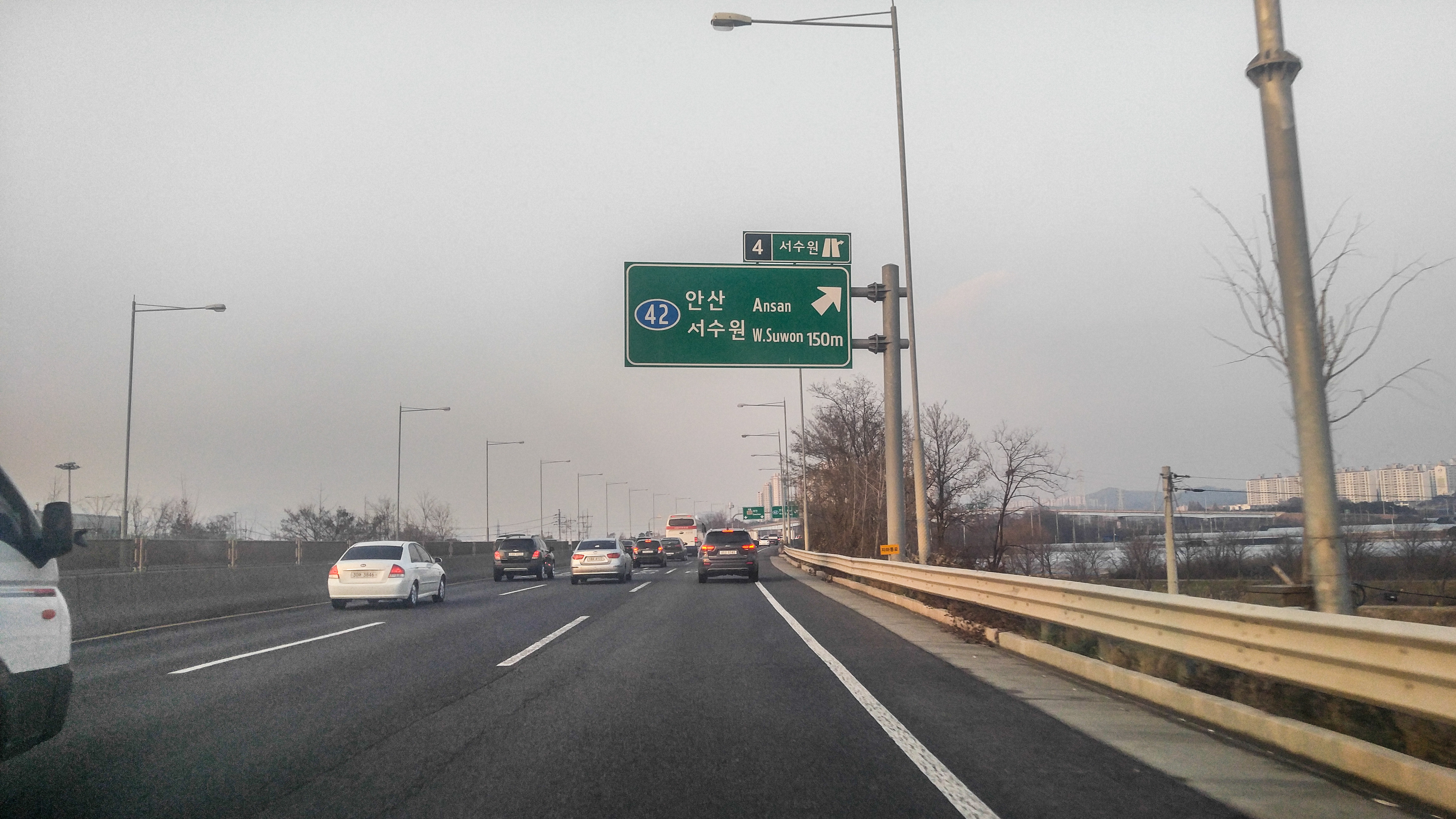
서수원 나들목 150m 표지판
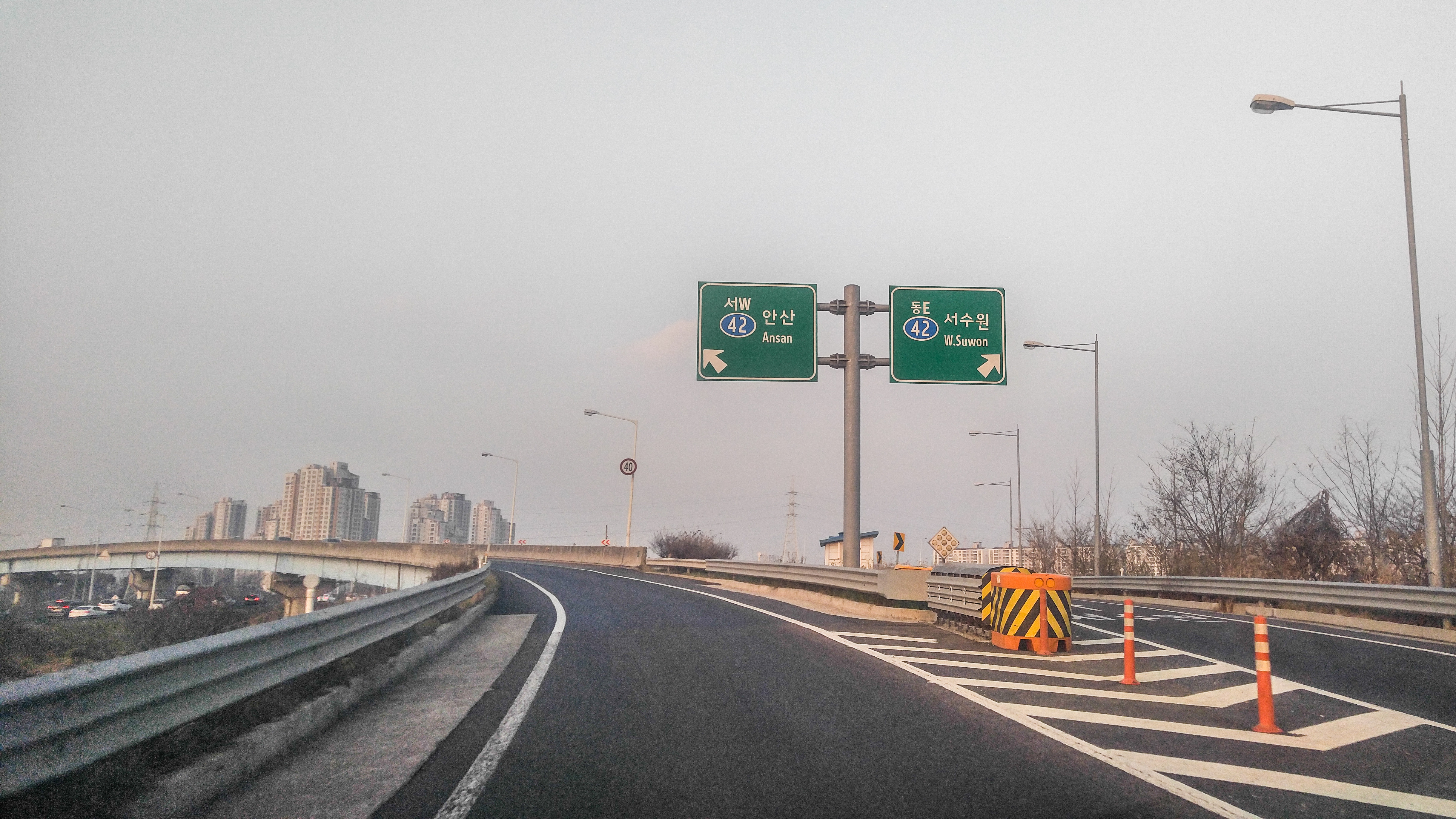
서수원 나들목 램프 분기부 표지판